# Сасицький заказник
Саси́кський — ландшафтний заказник місцевого значення, розташований між селами Ліснівка, Суворовське та Охотникове Сакського району, АР Крим. Створений відповідно до Постанови ВР АРК № 643-6/11 від 21 грудня 2011 року.

## Загальні відомості
Землекористувачем є ДП «Євпаторійське лісогосподарство», площа 5000 гектарів. Розташований у межах озера Сасик, за межами населених пунктів Ліснівка, Суворовське та Охотникове Сакського району АР Крим.
Заказник створений із метою охорони цінних природних комплексів та об'єктів, раціонального їхнього використання та відновлення.